# Giovanni Antonio Magini
Giovanni Antonio Magini, latin: Maginus, född 13 juni 1555 i Padua och död 11 februari 1617 i Bologna, var en italiensk astronom, matematiker, kartograf och astrolog.

## Biografi
Giovanni Antonio Magini föddes i Padua som son till medborgaren Pasquale Magini. Han studerade vid Bolognauniversitetet, och avslutade sina studier i filosofi där år 1579. Efter studierna ägnade han sig åt astronomi och år 1582 skrev han en Ephemerides coelestium motuum, en Efemerid över himlavalvets rörelser, det vill säga ett tabellverk med astronomiska data och förutsägelser över planeternas positioner.
När professorn i matematik vid Bolognauniversitet, Ignazio Danti, dog 1588 fick han professuren i konkurrens med bland andra Galileo Galilei. 
Magini förespråkade en geocentrisk världsbild framför Nicolaus Copernicus heliocentriska världsbild. Han skapade en planetteori som lades till redan existerande sådana: ett system av elva planeter, som han beskrev i boken Novæ cœlestium orbium theoricæ congruentes cum observationibus N. Copernici (Venedig, 1589).
I De Planis Triangulis (Venedig, 1592) beskrev han användningen av kvadranter för topografiska och astronomiska mätningar. År 1592 publicerade Magini Tabula tetragonica, och 1606 utformade han trigonometriska tabeller med mycket noggranna närmevärden. Han arbetade också med sfärens geometri och trignometriska tillämpningar för vilka han skapade beräkningsvertyg. Han studerade speglar, och publicerade teorin om konkava sfäriska speglar  i Breve instruttione sopra l'apparenze et mirabili effetti dello specchio concavo sferico. (Tryckt av Giovanni Battista Bellagamba, Bologna 1611).
Som kartograf realiserade han en italiensk atlas, l'Atlante geografico d'Italia, som trycktes  av sonen Fabio Magini år 1620. För att finansiera detta kostsamma projekt, som han påbörjade 1594, tog han tjänst som lärare i matematik åt  hertigen av Mantova Vincenzo I Gonzagas barn. Hertigen var en mecenat för konst och vetenskap och Magini blev hovastronom i hertigdömet.
Magini var samtida, och utbytte erfarenheter, med Tycho Brahe, Clavius, Abraham Ortelius och Johannes Kepler. Korrespondensen mellan Magini och dessa publicerades år 1886 i Carteggio inedito di Ticone Brahe, Giovanni Keplero e di altri celebri astronomi e matematici dei secoli XVI e XVII con Giovanni Antonio Magini. 

## Utmärkelser
Nedslagskratern Maginus på månen är uppkallad efter honom.

## Litteratur och källor

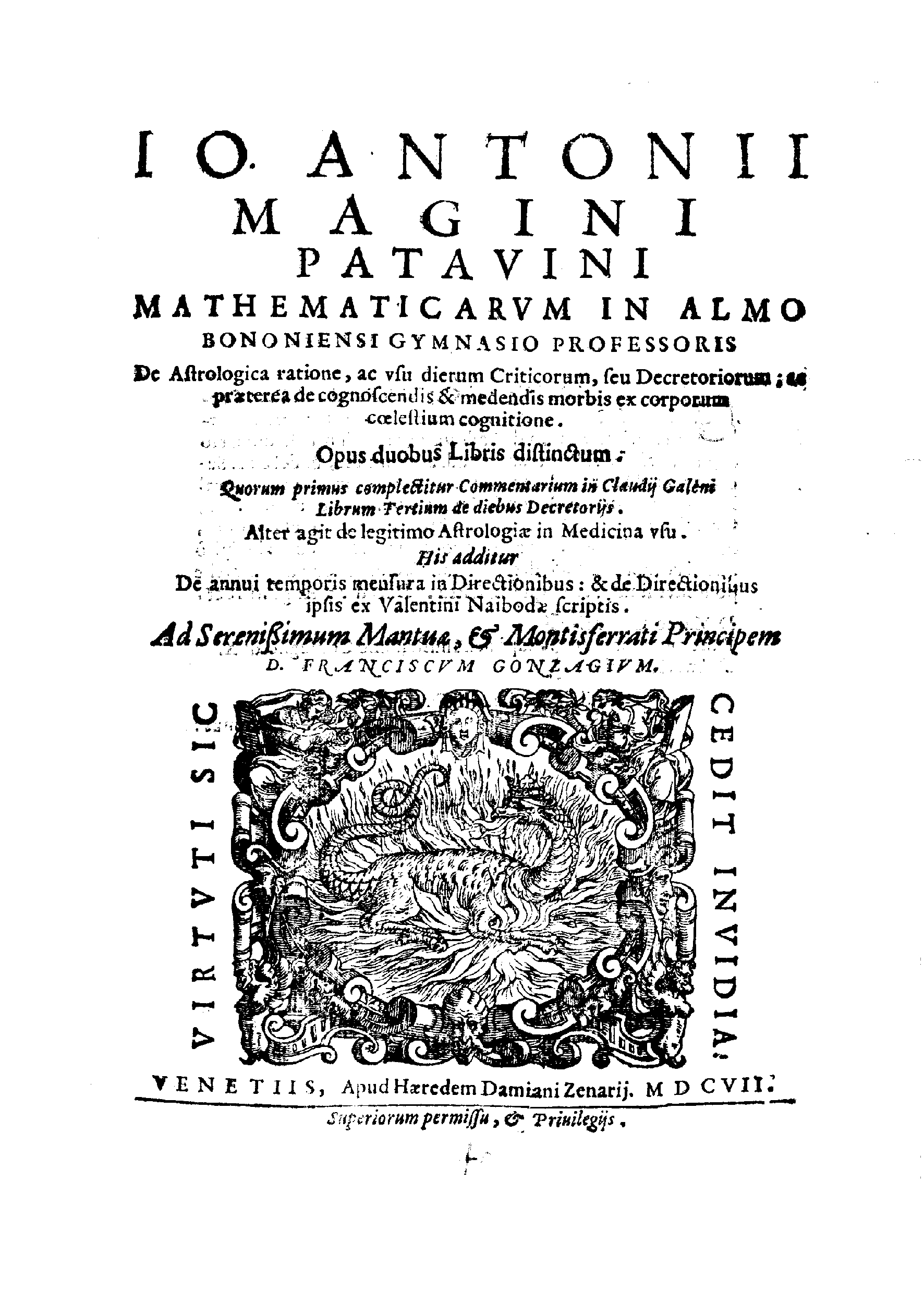
De astrologica ratione, 1607.